# Musée Yamato

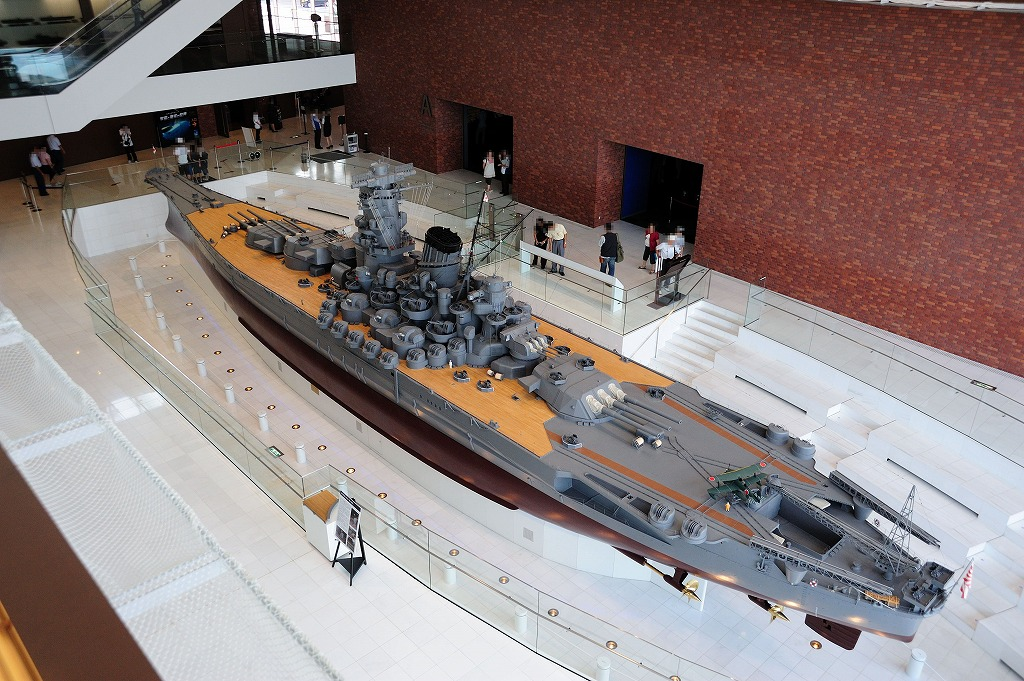
Vue de la maquette du Yamato depuis le 1er étage.

Le Musée Maritime de Kure (呉市海事歴史科学館, Kure-shi Kaiji Rekishi Kagakukan), dont le surnom usuel est le musée Yamato (大和ミュージアム), est un musée maritime situé dans la ville portuaire de Kure, dans la Préfecture de Hiroshima au Japon.
Il est principalement dédié à la marine impériale japonaise de la Seconde Guerre mondiale et à l'arsenal naval de Kure, où fut notamment construit le cuirassé Yamato, le thème centrale du musée, dont une imposante maquette à l'échelle 1/10e y est exposé en son cœur.

## Histoire
Le musée fut inauguré le 23 avril 2005 par la ville de Kure, étant notamment édifié sur les docks, où, de 1936 a 1941, fut construit le Yamato.
Le musée est construit autour de sa maquette au 1/10e du Yamato, et retrace l'histoire de la base navale du Kure, du cuirassé Yamato, et de la marine impériale, incorporant au fil des ans divers artéfacts historiques, tels qu'un chasseur Mitsubishi A6M Zéro, et divers morceaux du cuirassé Mutsu et de l'épave du Yamato.
Depuis 2007, le musée adjacent JMSDF Kure Museum expose le sous-marin JDS Akishio.

## Musée

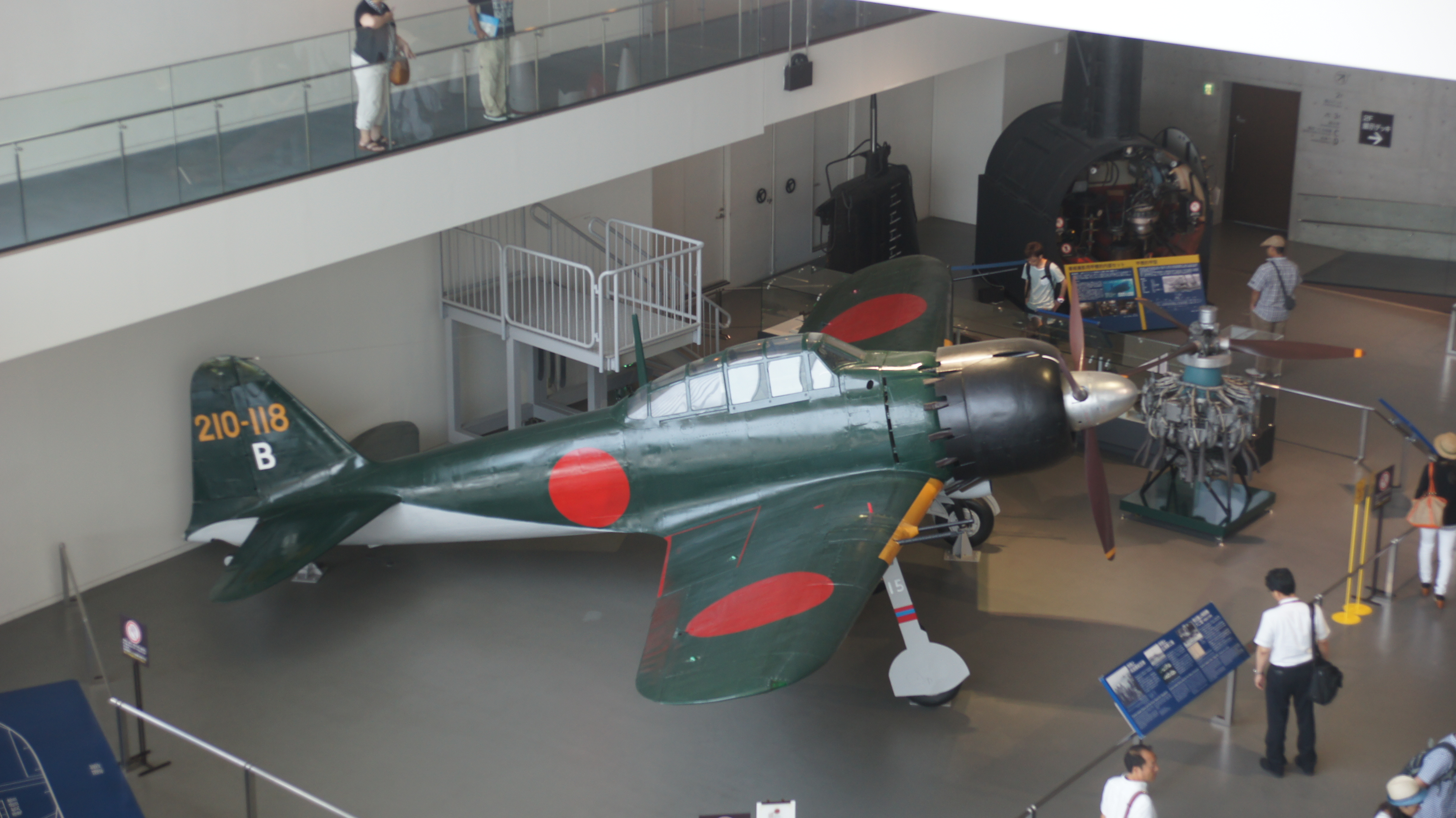
Mitsubishi A6M Zéro modèle 62 exposé au musée.

### Salles d'exposition
- Yamato Hiroba – maquette au 1/10e du Yamato,
- Histoire de Kure – en tant que ville portuaire, district naval, et arsenal naval,
- Salle d'exposition des grands objets - contenant:
  - Un Mitsubishi A6M Zero modèle 62,
  - Un sous-marin suicide Kaiten,
  - Un sous-marin Kairyū,
  - Une Torpille Type 95,
  - Divers obus, répliques d'obus et éléments d'obus provenant de navires de guerre de la Marine impériale japonaise, allant des calibres 460 mm à 203 mm, et de types perforants, explosifs et antiaériens,
  - Une réplique taille réelle d'une culasse de canon de 46 cm/45 Type 94.
- Une réplique taille réelle d'une des chaudières du Kongō,
- Une maquette "Chibi Yamato",
- Une collection de notes de suicide de pilotes de Kaiten, ainsi que d'épée, de testament et de photos,
- Une démonstration de technologie de construction navale, avec un simulateur, un dispositif d'affichage gonflable et une réplique de la proue d'un cargo,
- Le Yamato dans la culture, référençant de nombreux animes et films, en particulier à la franchise "Space Battleship Yamato",
- Le théâtre Yamato, qui projette chaque jour de nombreux films liés à la marine impériale;
- Diverses perspectives d'avenir.

### Autres salles
Le musée comprend une salle d'atelier expérimentale (pour les enfants), une bibliothèque, une galerie des citoyens, des salles de réunion, une boutique de souvenirs et une terrasse d'observation au 4e étage pour admirer la région.
Des expositions temporaires sont également organisées dans la salle du 1er étage.

### Extérieur
Devant la façade du musée sont exposés un Canon de 41 cm/45 Type 3ème Année, un gouvernail, une ancre et une hélice du cuirassé Mutsu.
Derrière le musée se trouvent un parc et le « Quai Yamato », une silhouette à l'échelle 1:1 du pont de Yamato.
A l'ouest du musée se trouvent le submersible de recherche Shinkai, ainsi que le grand tour originel de l'arsenal naval de Kure (N° 15299) qui a été utilisé pour la manufacture de canon de 46 cm/45 Type 94 du Yamato.
Le musée des Forces Maritime d'Autodéfense Japonaise de Kure, qui comprend l'ancien sous-marin JDS Akishio (SS-579) de classe Yūshio, est situé immédiatement au nord du musée.

### Épave duYamato
Le Yamato avait déjà été inspecté auparavant, mais en mai 2015, la technologie numérique a été utilisée pour la première fois. Les images montrent de nombreuses parties identifiables de l'épave, comme le chrysanthème impérial sur la proue, l'une des hélices de 5 m de diamètre et une tourelle principale détachée. Le musée montre cette vidéo de neuf minutes à plusieurs reprises dans sa salle de cinéma,.

### Partenariats
En 2015, le musée a annoncé qu'il avait conclu un partenariat avec l'USS Missouri Memorial Association de Pearl Harbor, à Hawaï. L'accord commémore le 70e anniversaire de la fin de la Seconde Guerre mondiale.
La franchise de jeu naval Kantai Collection et sa société mère C2 Praparat Co., Ltd. sont partenaires officiels du musée, organisant divers événements avec le musée et la collectivité de Kure, étant notamment le principal mécène de la restauration du tour N° 15299.

### Galerie

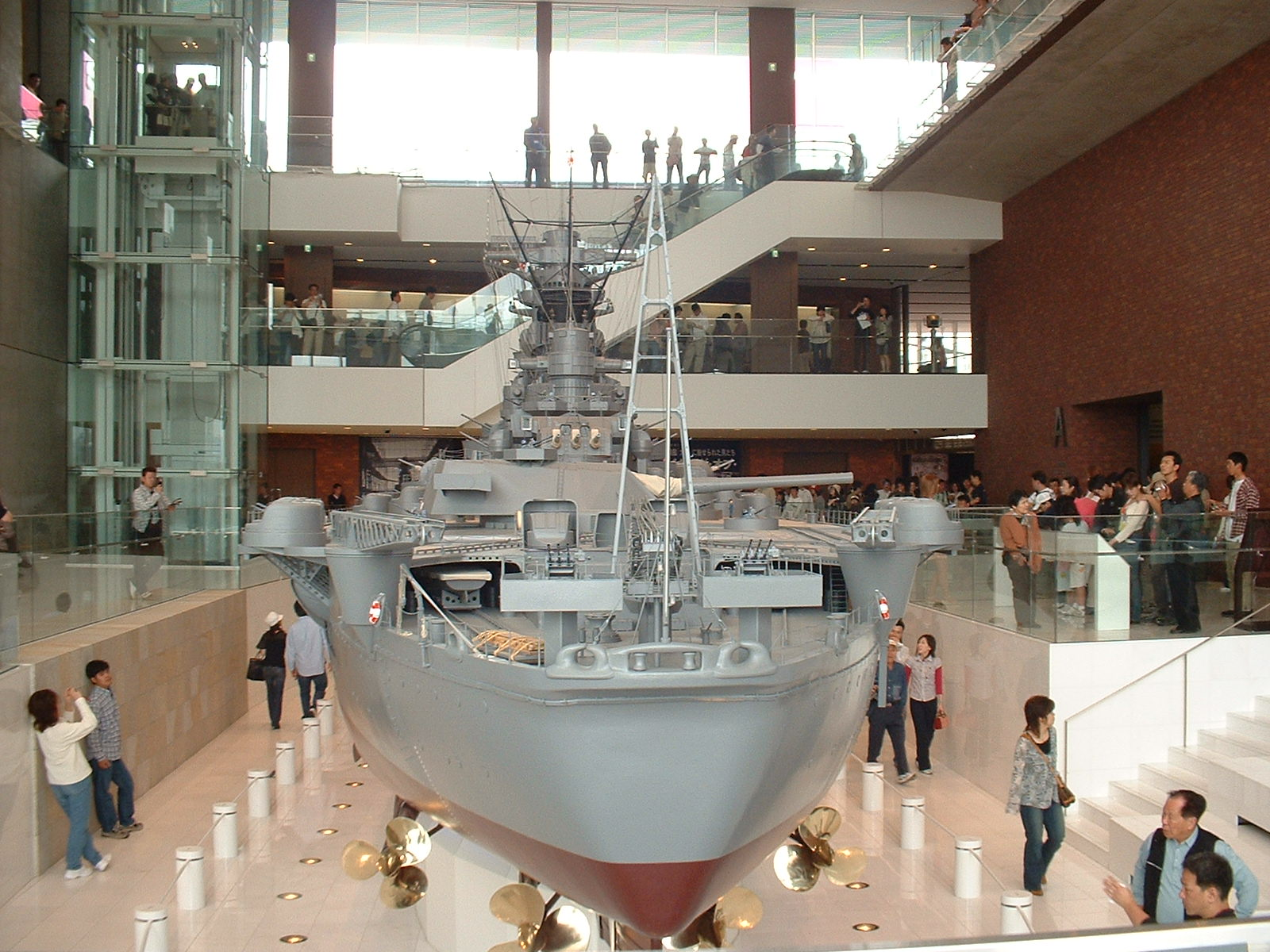
Vue arrière de la maquette du Yamato.
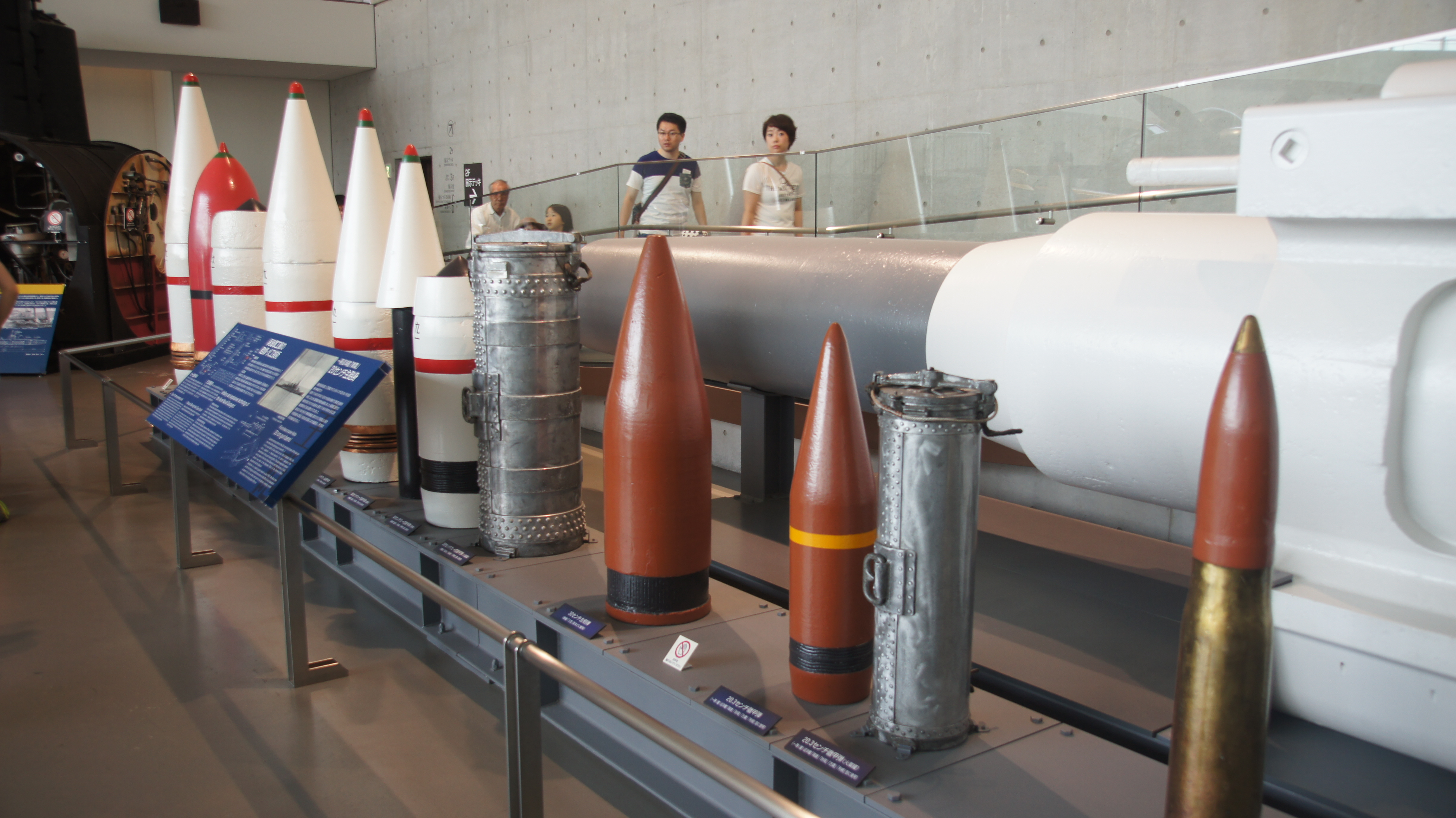
Répliques de projectiles utilisés par la marie allant du 46 cm au 20,3 cm.
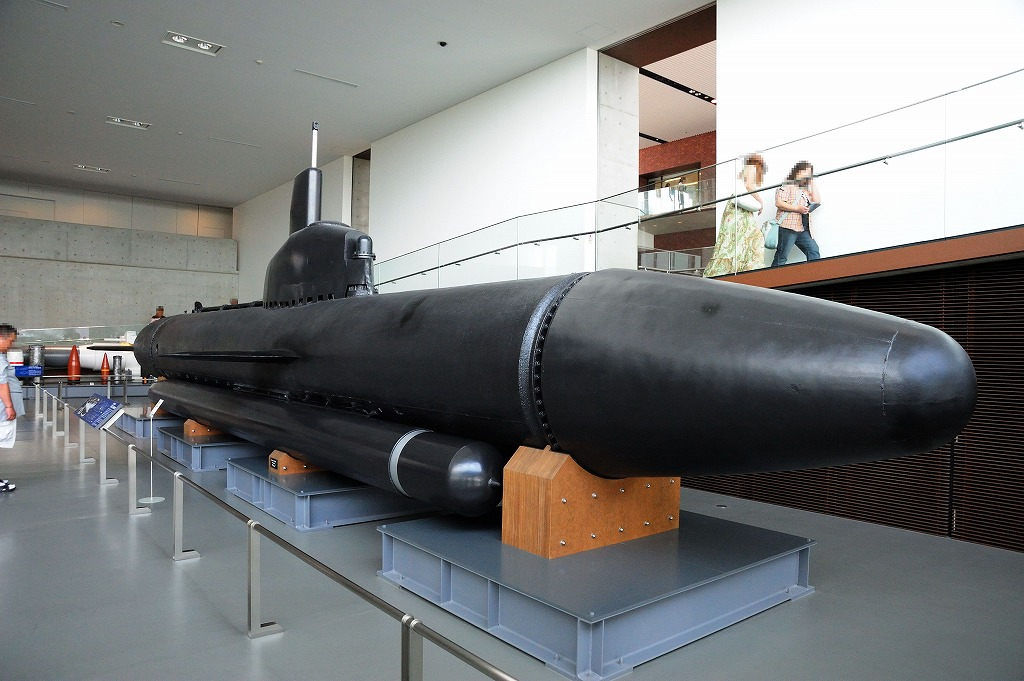
Sous-marin Kairyū
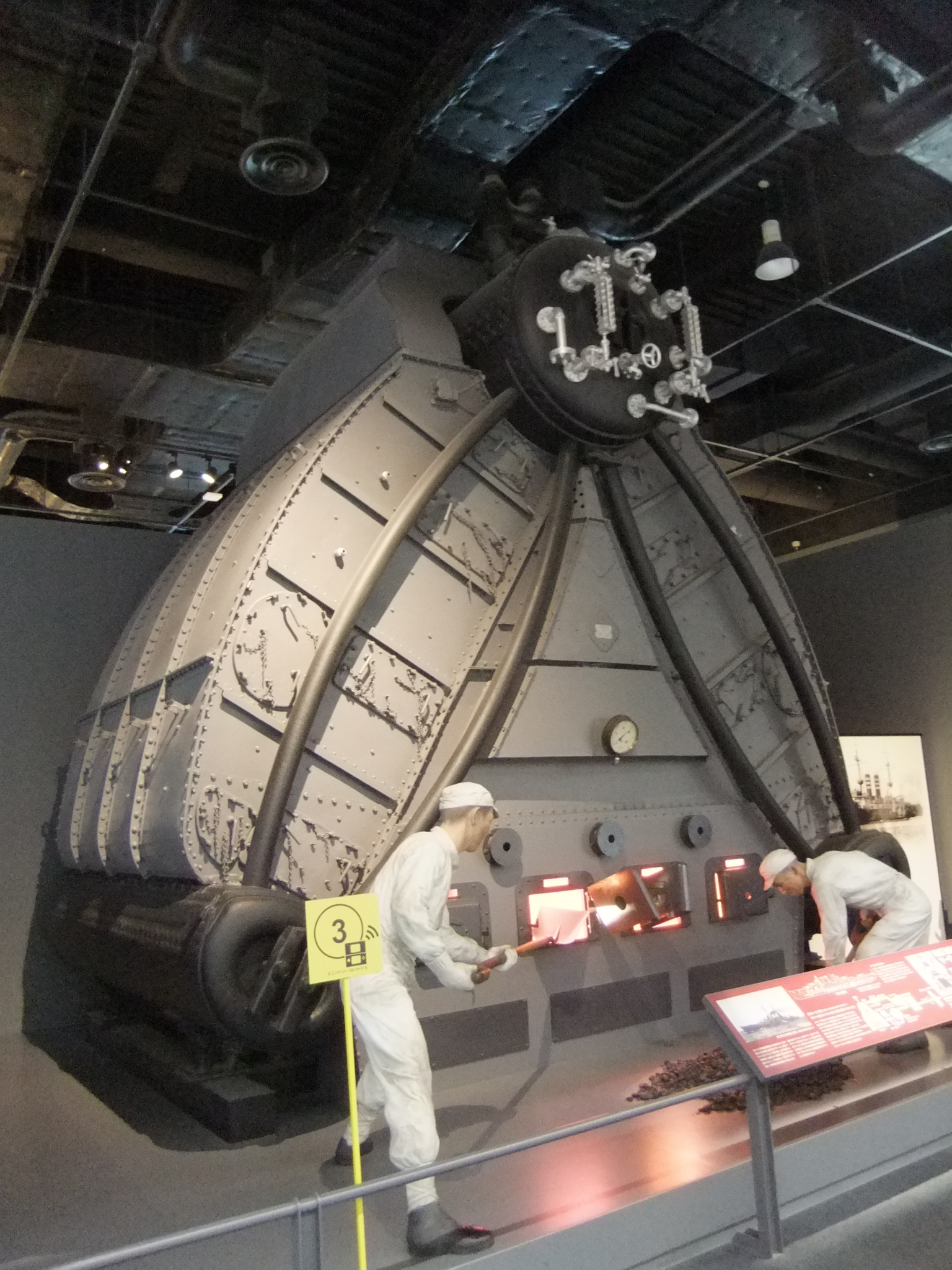
Réplique d'une des chaudière du Kongō.
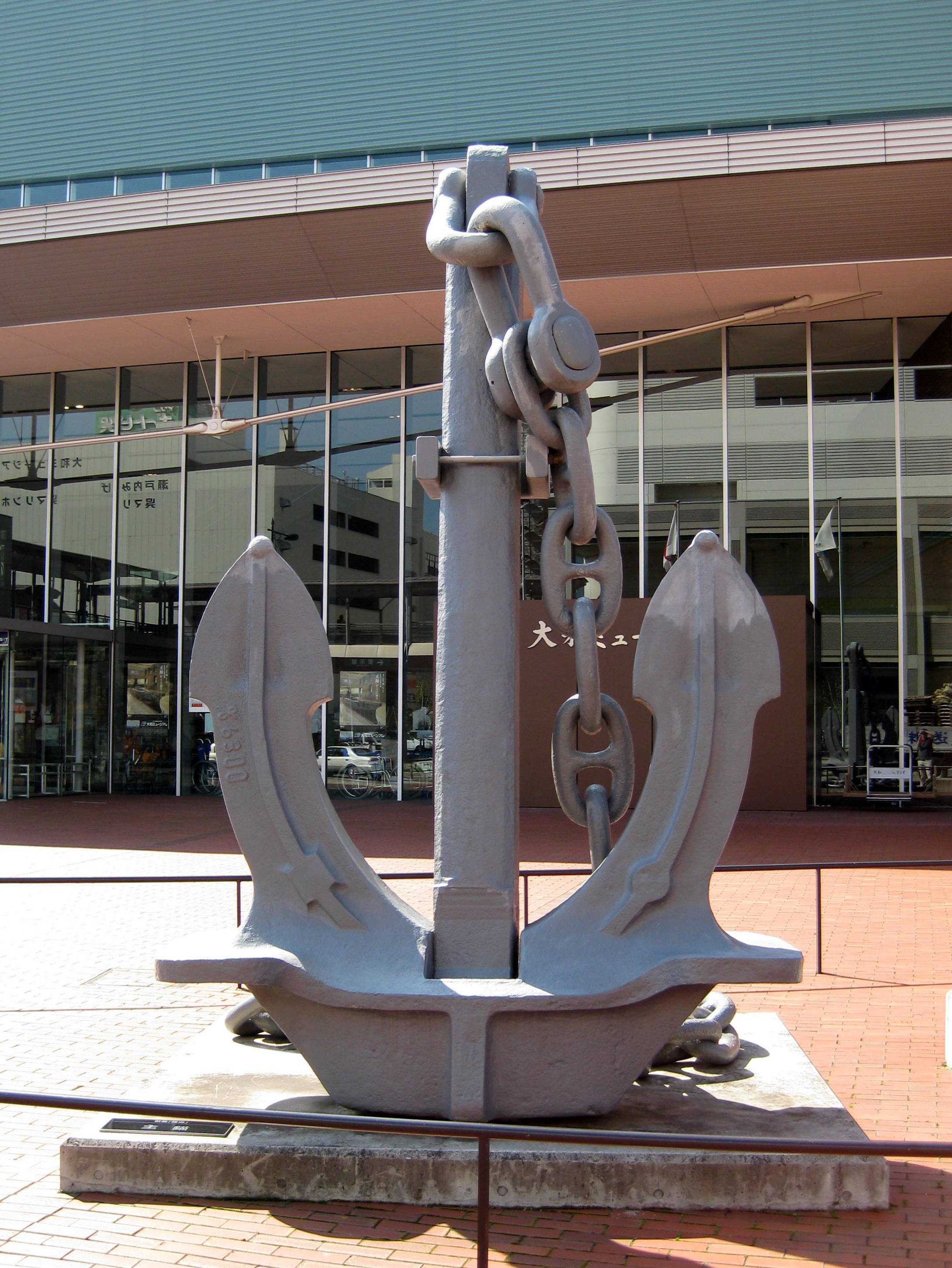
Ancre du Mutsu
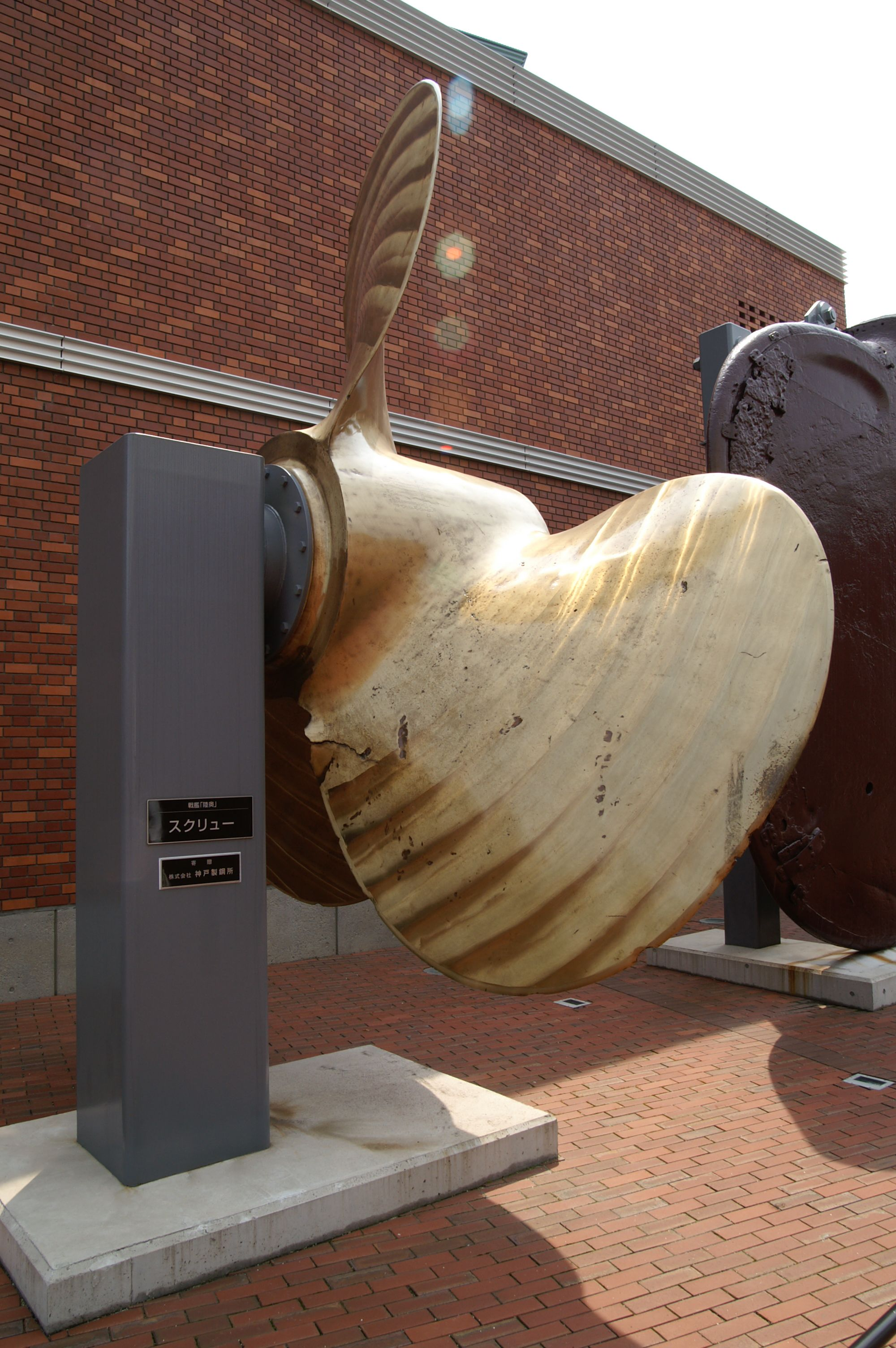
Hélice du Mutsu
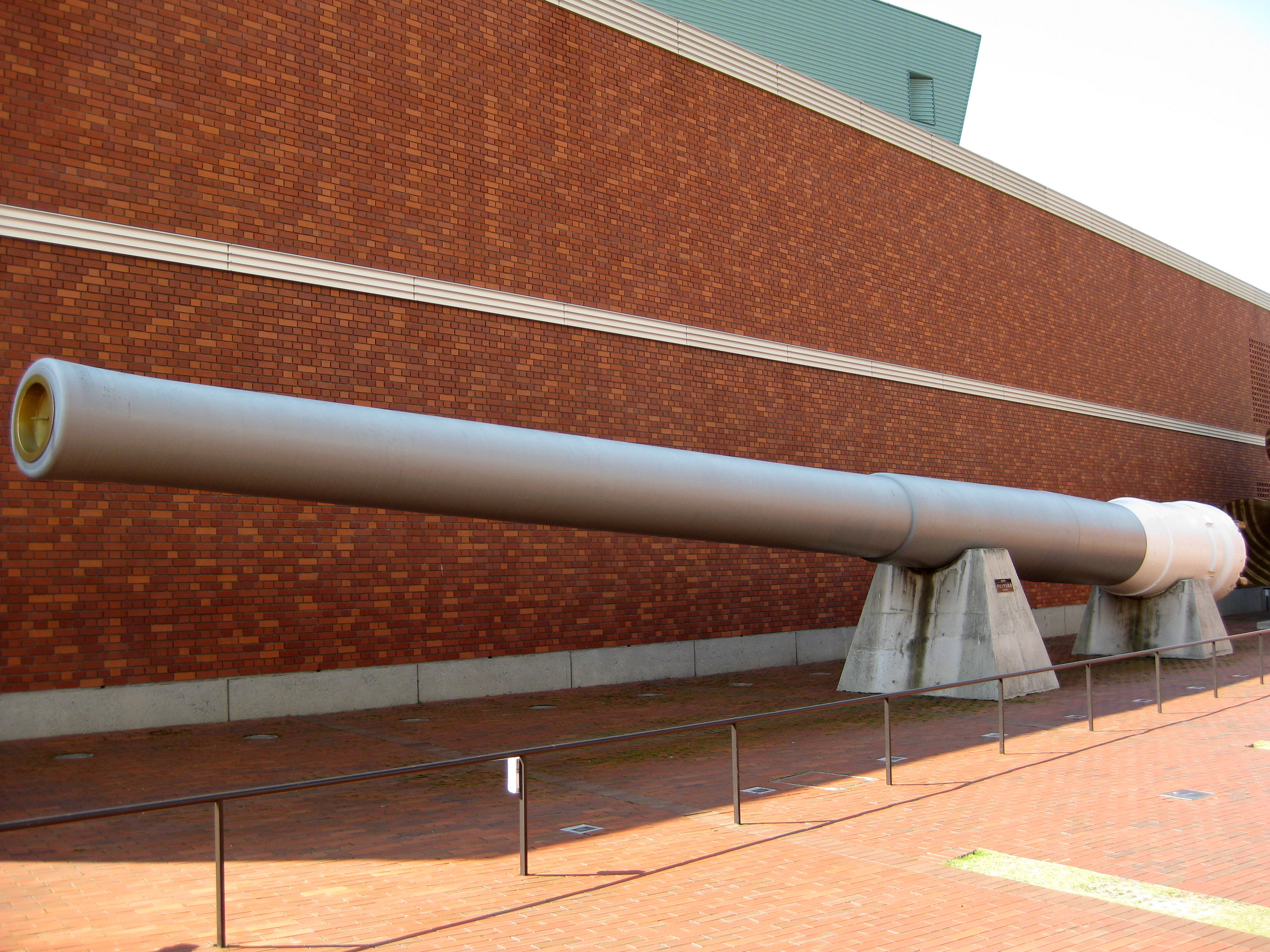
Canon de 41 cm/45 Type 3ème Année du Mutsu
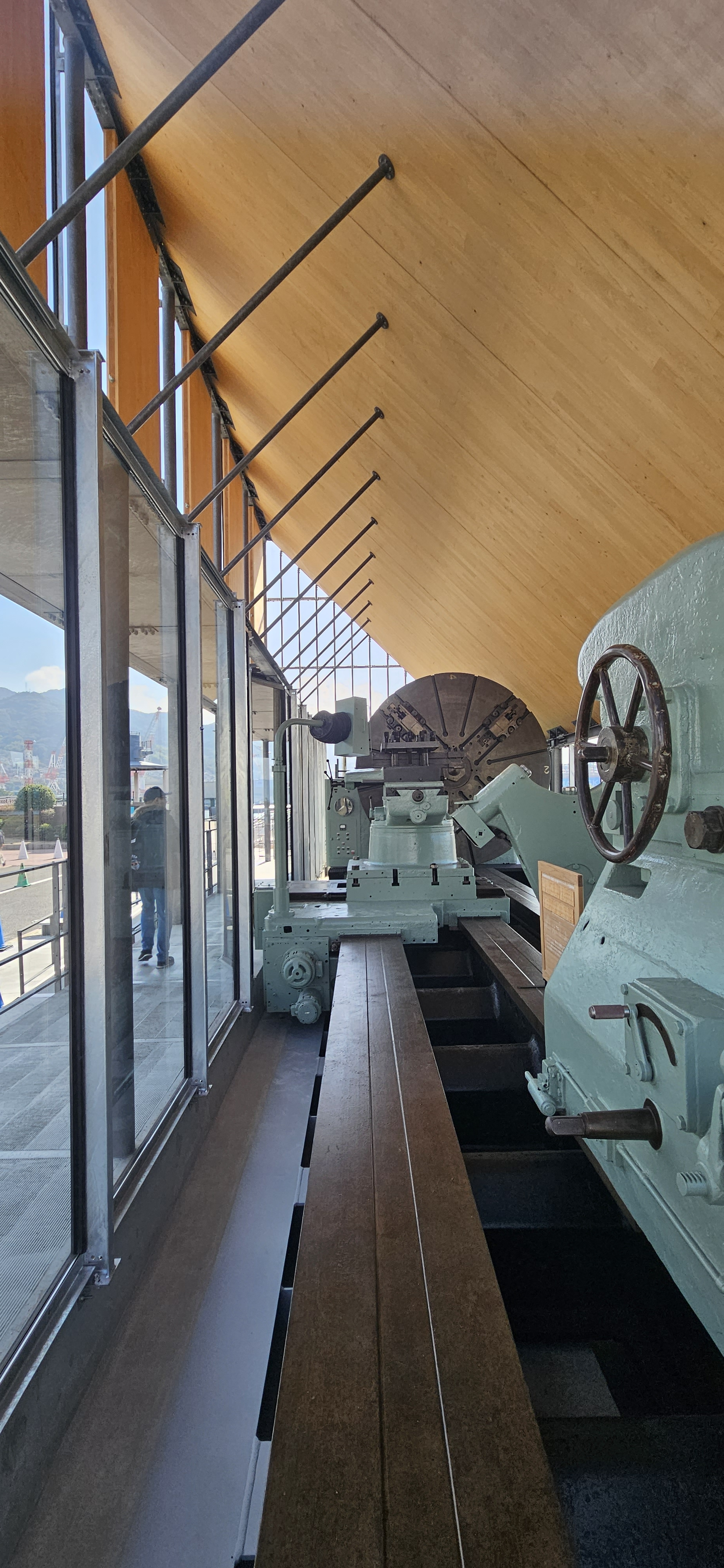
Grand tour (N° 15299)